# Remo Venturi
Remo Venturi (Spoleto, 21 de abril de 1927) es un expiloto de motociclismo italiano, que compitió en el Campeonato del Mundo de Motociclismo entre 1955 y 1965.

## Biografía
Sus inicios en el deporte se produjeron en 1946 primero en patinaje sobre ruedas y posteriormente en el ciclismo entre 1947 y 1949. En esos años, Remo Venturi ayudaba a su hermano Aldo en un pequeño taller mecánico en su ciudad donde tenía un DKW 125. Con ella, corrían en algunas carreras locales. En 1950, el empresario Alfonso Morini le ayudó a comprar una nueva moto con la que lograría algunas victorias en 1951.
Su primer gran éxito llegó en 1954 al ganar la Milán-Tarento a bordo de una FB Mondial de 175cc. Su debut en el Mundial sería en el Gran Premio de Alemania de 1955 de 125cc, donde terminó en el tercer puesto de la carrera de 125 con una MV Agusta. Venturi sería piloto oficial de la escudería italiana 1962. sus mejores años en esa época fueron en 1959 y 1960, donde consigue dos títulos consecutivos en el Campeonato de Italia de 500cc, dos subcampeonatos en el Mundial por detrás de su compañero de escudería John Surtees y una victoria en el Gran Premio de los Países Bajos de 1960 de 500cc.
Después de un tercer título en el Campeonato Italiano de 1962, Venturi fichó por Bianchi, con el que obtiene algunos podios en los Mundiales de 1963 y 1964 así como su cuarto título nacional en la categoría de 500cc. Los dos años siguientes corrió con Benelli y Gilera. Su victoria en la Temporada Romagnola de Riccione en 1966 sería la última de la Gilera 500 de cuatro cilindros, por delante de Giacomo Agostini.
En 1969 fue escogido por Moto Guzzi para participar en el equipo de pilotos-probadores para el intento de récord de velocidad en el circuito de Monza, con el prototipo "V7". Durante la primera sesión de entrenamientos, Venturi tuvo una caída muy grave, causada por el estallido de neumático trasero mientras iba a mucha velocidad.

## Resultados
| Posición | 1 | 2 | 3 | 4 | 5 | 6 |
| Puntos   | 8 | 6 | 4 | 3 | 2 | 1 |

(carreras en cursiva indica vuelta rápida)
| Año  | Clase | Moto      | 1     | 2     | 3     | 4     | 5       | 6     | 7       | 8     | 9       | 10      | 11      | 12    | 13    | Pts. | Pos. |
| ---- | ----- | --------- | ----- | ----- | ----- | ----- | ------- | ----- | ------- | ----- | ------- | ------- | ------- | ----- | ----- | ---- | ---- |
| 1955 | 125cc | MV Agusta | ESP - | FRA - | IOM - | GER 3 |         | NED 2 | ULS -   | NAT 2 |         |         |         |       |       | 16   | 3.º  |
| 1956 | 250cc | MV Agusta | IOM - | NED - | BEL - | GER 3 | ULS -   | NAT 3 |         |       |         |         |         |       |       | 8    | 6.º  |
| 1957 | 125cc | MV Agusta | GER - | IOM - | NED - | BEL - | ULS 3   | NAT 5 |         |       |         |         |         |       |       | 6    | 7.º  |
| 1957 | 250cc | MV Agusta | GER - | IOM - | NED - | BEL - | ULS -   | NAT 2 |         |       |         |         |         |       |       | 6    | 10.º |
| 1958 | 500cc | MV Agusta | IOM - | NED - | BEL - | GER - | SWE -   | ULS - | NAT 2   |       |         |         |         |       |       | 6    | 11.º |
| 1959 | 350cc | MV Agusta | FRA - | IOM - | GER - |       |         | SWE - | ULS -   | NAT 2 |         |         |         |       |       | 6    | 6.º  |
| 1959 | 500cc | MV Agusta | FRA 2 | IOM - | GER 2 | NED 3 | BEL 5   |       | ULS -   | NAT 2 |         |         |         |       |       | 22   | 2.º  |
| 1960 | 500cc | MV Agusta | FRA 2 | IOM - | NED 1 | BEL 2 | GER 2   | ULS - | NAT Ret |       |         |         |         |       |       | 26   | 2.º  |
| 1962 | 350cc | MV Agusta |       |       | IOM - | NED - |         |       | ULS -   | DDR - | NAT DNS | FIN -   |         |       |       | 0    | -    |
| 1962 | 500cc | MV Agusta |       |       | IOM - | NED - | BEL -   |       | ULS -   | DDR - | NAT 2   | FIN -   | ARG -   |       |       | 6    | 12.º |
| 1963 | 350cc | Bianchi   |       | GER 2 |       | IOM - | NED Ret |       | ULS -   | RDA - | FIN -   | NAT DSQ |         |       |       | 6    | 6.º  |
| 1963 | 500cc | Bianchi   |       |       |       | IOM - | NED -   | BEL - | ULS -   | RDA - | FIN -   | NAT Ret |         |       |       | 0    | -    |
| 1964 | 350cc | Bianchi   |       |       |       | IOM - | NED 3   |       | RFA DNQ | DDR - | ULS -   | FIN -   | NAT Ret | JPN - |       | 4    | 8.º  |
| 1964 | 500cc | Bianchi   | USA - |       |       | IOM - | NED 2   | BEL - | RFA DNQ | DDR - | ULS -   | FIN -   | NAT 10  |       |       | 6    | 12.º |
| 1965 | 350cc | Benelli   | USA - | GER - | ESP - | FRA - | IOM Ret | NED - | BEL -   | RDA - | CZE -   | ULS -   | FIN -   | NAT 3 | JAP - | 4    | 20.º |